# Čibukovac
Čibukovac (en serbe cyrillique : Чибуковац) est une localité de Serbie située sur le territoire de la ville de Kraljevo, district de Raška. Au recensement de 2011, elle comptait 1 326 habitants.
Čibukovac est officiellement classé parmi les villages de Serbie.

## Démographie

### Évolution historique de la population
| 1948 | 1953 | 1961 | 1971  | 1981 | 1991  | 2002  | 2011  |
| ---- | ---- | ---- | ----- | ---- | ----- | ----- | ----- |
| 482  | 543  | 717  | 2 424 | 731  | 1 029 | 1 114 | 1 326 |

|  |